# Moucherolle obscur
Empidonax difficilis
Espèce
Statut de conservation UICN

 LC  : Préoccupation mineure
Le Moucherolle obscur (Empidonax difficilis) est une espèce de passereau de la famille des Tyrannidae.

## Description, habitat et alimentation
Le Moucherolle obscur fréquente les forêts de feuillus ou mixtes, se nourrissant d'insectes attrapés au vol à partir d'un perchoir caché.

## Répartition et sous-espèces
Selon la classification de référence du Congrès ornithologique international (15.1, 2025) il se répartit en cinq sous-espèces :
- E. d. difficilis Baird, 1858 — ouest du Canada et des États-Unis ;
- E. d. insulicola Oberholser, 1897 — Channel Islands de Californie ;
- E. d. cineritius Brewster, 1888 — péninsule de Basse-Californie ;
- E. d. hellmayri Brodkorp, 1935 — des montagnes du sud-ouest du Canada au nord du Mexique ;
- E. d. occidentalis Nelson, 1897 — Sierra Madre del Sur ;